# 마오이창

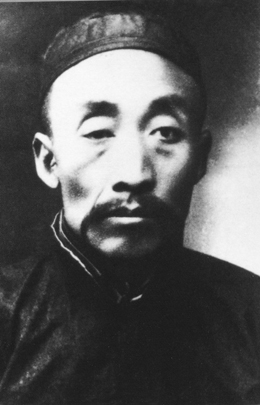
마오이창

마오이창(중국어 간체자: 毛贻昌, 정체자: 毛貽昌, 병음: Máo Yíchāng, 1870년 10월 15일 ~ 1920년 1월 2일)은 중국의 농부로 자는 순성(順生), 호는 량비(良弼)이다. 후난성 샹탄시 출신이며 마오쩌둥의 아버지이기도 하다.

## 생애
마오이창은 후난성 샹탄시에서 농부였던 모은보(毛恩普,마오언푸)와 유씨의 아들로 태어나서 16세 시절에 원치메이(文七妹)와 결혼했다. 마오이창은 17세 시절부터 가업을 시작했지만 집안 살림 때문에 상군에서 2년 동안 복무하면서 지식을 쌓게 된다.
마오이창은 군 복무를 마친 이후에 농업 현장으로 복귀하여 대금업자, 곡물 상인으로 활동했고 지방의 곡식을 사들여서 도시에서 더 높은 가격에 팔았다. 또한 후난성 사오산시의 농지를 사들이면서 후난성 사오산시에서 부유한 농부 가운데 한 사람이 되었다.